# 전통주의 가톨릭

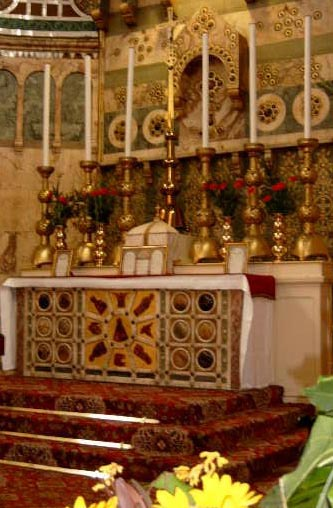
로마 가톨릭교회에서 전통 라틴 미사 성제(Traditional Latin Mass)를 거행할 때 사용하는 전통 제대

전통 가톨릭 또는 전통 로마 가톨릭, 가톨릭 전통주의자(영어: Traditionalist Catholic, Traditional Catholic, Traditional Roman Catholic, Catholic Traditionalist)는 제2차 바티칸 공의회 이후 가톨릭 교회 내부에 나타난, 전례 혹은 전례나 교리에 있어서 제2차 바티칸 공의회 이전의 입장을 취하는 로마 가톨릭 신자들과 단체들이다.
전통 가톨릭 신자들과 단체들의 공통점이란 이들이 모두 전례에 있어서 트리엔트 전례를 보존하며 정통적인 가톨릭교회의 가르침을 수호하려 한다는 것이다.
전통 가톨릭 단체 중 제2차 바티칸 공의회를 부정하는 단체도 있지만, 트리엔트 전례를 보존하면서 동시에 제2차 바티칸 공의회를 수용하는 단체도 있다. 성 비오 10세회의 경우 교황청으로부터 로마 가톨릭의 일부로 인정받으면서도 교회법상 지위가 없는 단체로 취급되고 있다. 교황청에서는 성 비오 10세회에서 집전하는 대부분의 성사를 불법으로 규정하고 있으나 성 비오 10세회 자체를 열교로 규정하지는 않는다.
전통 가톨릭 단체 중 제2차 바티칸 공의회를 인정하지 않으며, 제2차 바티칸 공의회가 로마 가톨릭 교회를 변질시켰기 때문에 비오12세 이후의 교황들은 진정한 교황이 아니며 현재 교황좌는 비어있다는 주장을 하는 단체도 있다. 교황좌가 비어있다는 주장을 하는 전통 가톨릭 신자들과 단체들을 교황공석주의자(Sedevacantist)라고 부른다. 

## 전통 가톨릭 단체들
- 성 비오 10세회(영어: Society of St. Pius X, SSPX, 라틴어: Fraternitas Sacerdotalis Sancti Pii X, FSSPX)
- 성 베드로 사제 형제회(영어: Priestly Fraternity of Saint Peter, 라틴어: Fraternitas Sacerdotalis Sancti Petri, FSSP)
- 그리스도 왕 사제회(영어: Institute of Christ the King Sovereign Priest, ICKSP, 라틴어: Institutum Christi Regis Summi Sacerdotis, ICRSS)
- 착한 목자회(영어: Institute of the Good Shepherd, IGS)
- 성 요한 마리아 비안네의 개인 교구장 서리(영어: Personal Apostolic Administration of Saint John Mary Vianney, PAASJV)
- 그리스도의 군사들 수도회(라틴어: Miles Christi, MC)